# Lizzy Mercier Descloux
Lizzy Mercier-Descloux (ur. 1956 w Paryżu, zm. 20 kwietnia 2004 na Korsyce) – artystka francuska, wokalistka punk-rockowa, poetka, malarka, aktorka.
Wyjechała w 1975 do Nowego Jorku, gdzie współtworzyła z Michelem Estebanem magazyn francuskojęzyczny "Rock News". W 1976 wydała w Nowym Jorku zbiór poezji i fotografii Desiderata; występowała w filmach krótkometrażowych. Pierwszych nagrań muzycznych dokonała pod pseudonimem Rosa Yemen. W 1979 wydała pierwszą płytę Press Color, kolejną - Mambo Nassau - w 1982. Status wielkiego przeboju zyskała we Francji jej piosenka Gazelles (1984). 
Do 1986 wydała jeszcze Mister Soweto (singel), Maita (singel, jej pierwsze nagranie w języku francuskim), Bus d'acier 84 (uznana przez francuskich krytyków muzycznych za płytę roku 1984), One for The Soul (1985), Suspense (1986). Po 1986 zajmowała się głównie malarstwem.
Wśród jej inspiracji artystycznych był malarz Jean-Michel Basquiat, utwór poetycki poświęciła także m.in. niemieckiemu terroryście Baaderowi. Od początku lat 80. zafascynowała się kulturą i muzyką Afryki; chętnie tam koncertowała. Tournée odbyła także po krajach azjatyckich. Zmarła po kilkuletniej walce z chorobą nowotworową.